# Ii Naotaka
Ii Naotaka (井伊 直孝?; 1590 – 1659) è stato un militare giapponese e samurai alle dipendenze dello Shōgun Tokugawa Ieyasu e tra i capi del clan Ii.
Secondo figlio di Ii Naomasa, nel 1602 si avvicinò al nuovo Shōgun Tokugawa Hidetada che gli diede un feudo da 10.000 koku a Kōzuke (1610) e il titolo di Kamon no kami.
All'inizio dell'assedio di Osaka, nel 1615, suo fratello maggiore Naokatsu, avendo rifiutato di prendere parte alla spedizione, venne diseredato e Hidetada ordinò a Naotaka di sostituirlo. Naotaka si distinse guidando ben 3.200 uomini alla battaglia di Tennoji.  Alla conclusione della battaglia Hidetada gli assegnò i domini del fratello. Naotaka terminò la costruzione del castello di Hikone, che era stato iniziato da Naokatsu nel 1603, e ne fece la sua residenza nel 1623. Le sue entrate furono portate prima a 290.000 koku e poi a 340.000 (1633). I suoi discendenti ereditarono il titolo di Kamon no kami così come i domini di Hikone, che possedettero fino al rinnovamento Meiji.

## Curiosità
Si racconta che Ii Naotaka potrebbe essere il nobiluomo che rese celebre il Maneki neko, la statua giapponese rappresentante un gatto che saluta.